# 蒙塔爾特山
41°3′49.0″N 0°48′8.88″E / 41.063611°N 0.8024667°E

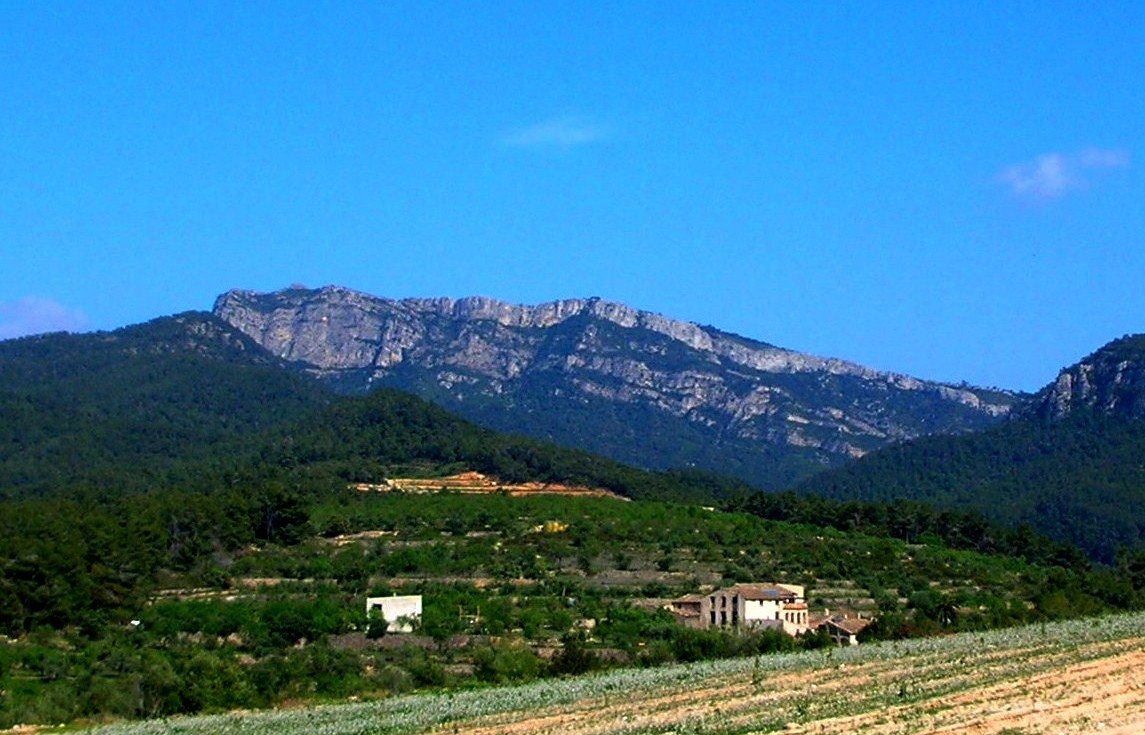

蒙塔爾特山，是西班牙的山峰，位於該國東北部加泰羅尼亞，屬於拉貝里亞山脈中蒙塔爾特山脈的一部分，海拔高度749米，山峰上建有三角測量站。